# Château de Fontaine-Roux
Le Château de Fontaine-Roux était un château français, aujourd'hui lieu disparu, situé à Saint-Georges-sur-Erve, dans le département de la Mayenne et la région des Pays de la Loire..

## Historique
L'Abbé Angot indique que le fief était vassal de la châtellenie de Foulletourte, et qu'il s'agissait d'un fief et seigneurie avec haute, moyenne et basse justice dont relevaient : Morenne, Chamort, la Douetterie, Cissé de Sainte-Gemme, etc., et en relevait le lieu de la Géraudière. Le domaine appartenait à René de Leviston en 1604. Jean Gobelin, prêtre, qui l'avait annexé à sa terre de Rouperroux, en rend aveu à Vassé en 1685,.

## Sources et bibliographie
- « Château de Fontaine-Roux », dans Alphonse-Victor Angot et Ferdinand Gaugain, Dictionnaire historique, topographique et biographique de la Mayenne, Laval, A. Goupil, 1900-1910 [détail des éditions] (BNF 34106789, présentation en ligne)